# Bunkerkerk van het Heilig Sacrament
De Bunkerkerk van het Heilig Sacrament (Duits: Bunkerkirche Sankt Sakrament) is een kerkgebouw aan de Heerdter Landstraße 270/hoek Kevelaerer Straße in het Düsseldorfse stadsdeel Heerdt. Het unieke, onder monumentenzorg vallende, godshuis betreft een voormalige schuilbunker uit de Tweede Wereldoorlog en wordt ook als het "stabielste kerkgebouw ter wereld" omschreven. Tegenwoordig is de bunker een kerkgebouw, een herdenkingsplek en een centrum voor de kunst.

## Geschiedenis
Toen in 1928 een stuk grond door de parochie van het Heilige Sacrament werd aangekocht, ontbrak het in eerste instantie nog aan geld om er het geplande kerkgebouw te bouwen. Tussen 1940 en 1942 werd de grond door de nationaalsocialisten onteigend om er een bunker voor de luchtbescherming te bouwen. Ter camouflage liet men deze bunker in de vorm van een kerk bouwen, naar een ontwerp van Philipp W. Stang.. De kerkelijke gemeente moest met een aangrenzende noodbarak genoegen nemen. Deze barak werd echter tijdens een bombardement op 27 oktober 1944 verwoest. De bunker daarentegen bleef ondanks meerdere treffers geheel onbeschadigd. 
Na de oorlog werd de bunker door de architect Willy Weyres van 1947 tot 1949 tot een kerk verbouwd. Initiatiefnemer hiertoe was de sinds 17 juni 1947 in de Heilig-Sacrament-parochie aangetreden en wegens zijn rol in het verzet tegen het nationaalsocialisme in Essen als "roerkapelaan" bekend geworden pastoor Carl Klinkhammer. Dankzij zijn inzet werd er een aanzienlijk bedrag voor zijn plan ingezameld. Op 30 oktober 1949 werd de wijding door kardinaal Joseph Frings van de bunkerkerk gevierd. Pastoor Klinkhammer bleef tot 1991 aan de bunkerkerk verbonden en tot aan zijn dood op 12 januari 1997 woonde hij in de bunker.
In het begin van de jaren 1990 moest de kerk dringend worden gerenoveerd. Na de heropening in 1997 werd de gerenoveerde kerk in het kader van EUROGA 2002 als tentoonstellingsruimte opnieuw ontdekt.

## De verbouwing
Voor de verbouwing van de bunker tot kerk werden eerst drie van de meer dan twee meter dikke tussenverdiepingen opgeblazen. In de 1,10 meter dikke zijmuren van de oorspronkelijk vier etages tellende bunker werden meerdere vensters aangebracht. Hiervoor waren meer dan vijf kilometer boorgaten nodig om het beton eruit te blazen. De kelder en de toren bleven daarentegen in de oorspronkelijke staat. Circa 1.000 ton puin moest door talrijke hulpen naar buiten worden gebracht. Het resultaat van de verbouwing was een kerkschip van 35 meter lang met een hoogte van 9 meter. In de zomer van 1952 werd op de toren een klokkentoren met een bunkerachtige vormgeving geplaatst. Pastoor Klinkhammer ontdekte op het klokkenkerkhof te Hamburg drie geschikte klokken voor de klokkentoren. De grootste was een in 1651 in Dantzig gegoten klok en alle drie waren afkomstig uit een voormalige kerk uit de buurt van Dantzig. 

## Orgel
Het orgel werd in 1972 door de orgelbouwer Harald Sturtz uit Wuppertal gebouwd voor de protestantse kerk te Hösel en werd in 2002 door de Kerk van het Heilig Sacrament verworven. Het instrument heeft dertien registers op twee manualen en pedaal. De speel- en registertracturen zijn mechanisch. 